# Ferula pratovii
Ferula pratovii là một loài thực vật có hoa trong họ Hoa tán. Loài này được F.O.Khasanov & I.I.Mal'tsev mô tả khoa học đầu tiên năm 1990.